# Bolinichthys pyrsobolus
Espèce
Bolinichthys pyrsobolus est une espèce des poissons téléostéens.